# Британская разведывательная экспедиция на Джомолунгму (1935)
Британская разведывательная экспедиция на Джомолунгму 1935 года — сравнительно малочисленная и низкобюджетная альпинистская экспедиция, основной задачей которой было не восхождение на вершину Джомолунгмы, а реконгносцировка окружающей местности для подготовки экспедиции следующего года. Руководил экспедицией Эрик Шиптон (англ. Eric Shipton), назначенный Комитетом Джомолунгмы.
Экспедиция подошла к Джомолунгме с северной стороны и планировала подниматься на неё осенью, после окончания сезона муссонов. Но в 1935 году этот сезон продлился дольше обычного. Из-за погодных и снеговых условий участники экспедиции не добились серьёзных успехов на самой Джомолунгме. Но, при этом, экспедиция совершила множество первовосхождений на более низкие горные пики в том регионе. Был предварительно разведан южный маршрут восхождения, проходящий через Долину молчания, и такой маршрут был признан проходимым при условии, что Непал согласится допустить иностранных альпинистов.
Результаты работы этой экспедиции оказались значимыми для послевоенных британских экспедиций на Джомолунгму; тот же Эрик Шиптон в 1951 году возглавил ещё одну британскую разведывательную экспедицию на Джомолунгму, которая уже смогла пройти по южному маршруту восхождения.

## Предыстория
Экспедиция была организована и финансировалась Комитетом Джомолунгмы.
К тому времени на Джомолунгме уже побывали несколько британских экспедиций (первой была разведывательная экспедиция 1921 года), но совершить подтверждённое восхождение на вершину им не удалось. Предыдущей экспедиции, прошедшей в 1933 году, не удалось даже побить рекорд высоты восхождения, установленный участником экспедиции 1924 года Эдвардом Нортоном. При этом руководитель неуспешной экспедиции 1933 года Хью Руттледж (англ. Hugh Ruttledge) рассматривался Комитетом Джомолунгмы как подходящая кандидатура на роль руководителя новой экспедиции. Альпинистский истеблишмент не считал, что его отказ использовать кислородное оборудование стал причиной неудачи. Но многих (особенно молодых скалолазов) не устраивало, что экспедицией, главной целью которой является восхождение, а не проведение географических исследований, будет руководить человек, не имеющий большого опыта в высотном альпинизме и не владеющий новыми техниками скалолазания. К тому же Руттледжу было уже 50 лет и он страдал хромотой. Встретившись с критикой, мягкий по характеру Руттледж в марте 1934 года сам отказался возглавлять новую экспедицию. Комитет Джомолунгмы выразил сожалении и заявил, что вряд ли новая экспедиция состоится в ближайшем будущем.
К тому же были сложности с получением разрешения правительства Тибета — но в начале 1935 года тибетские власти неожиданно разрешили британцам восхождения на Джомолунгму в 1935 и 1936 годах. Тогда Комитет Джомолунгмы решил разведать возможность восхождения на Джомолунгму осенью 1935 года, после окончания сезона муссонов (все предыдущие экспедиции проводились весной и старались успеть до начала сезона муссонов). К тому же ни времени, ни денег уже не хватало, чтобы осуществить что-то большее в тот год. Чисто из вежливости, Комитет снова предложил руководство экспедицией Руттледжу, и тот вдруг согласился. Это вызвало бурный протест со стороны фракции, поддерживающей Колина Кроуфорда (англ. Colin Crawford), ранее принимавшего участие в экспедициях 1922 и 1933 года. Ошеломлённый Руттледж повторно отказался. Но и Кроуфорда Комитет Джомолунгмы не хотел назначать. В конце марта 1935 года не менее семи человек получили предложения возглавить новую разведывательную экспедицию, но все они отказались. Комитет провёл заседание, на котором присутствовали и Руттледж, и Кроуфорд. Обсуждение было долгим и нелёгким. Председатель проголосовал за Руттледжа. Кроуфорд был исключён из Комитета Джомолунгмы, Эдвард Стратт ушли в знак протеста, как и несколько представителей Альпийского клуба.

### Тильман и Шиптон
Эрик Эрл Шиптон (англ. Eric Earle Shipton) первый раз побывал в Гималаях в 1933 году в составе британской экспедиции на Джомолунгму. После Джомолунгмы он и Лоренс Вагер (англ. Lawrence Wager) вернулись в Сикким отдельно от остальных участников той экспедиции, пройдя по совершенно неисследованному маршруту. В дальнейшем Шиптон предпочитал траверсы вершин, длинные горные переходы и небольшие экспедиции с целью географического исследования — а не крупные экспедиции с целью совершить единственное восхождение на вершину и вернуться обратно тем же маршрутом. В следующем году он вместе с Биллом Тильманом повели малочисленную (двое альпинистов, трое шерпов и дюжина носильщиков) экспедицию в поход по окрестностям горы Нандадеви, прошли через ущелье Ришиганга и стали первыми людьми, ступившими на территорию будущего национального парка Нанда-Деви. Шиптон и Тильман планировали в 1935 пройти тот же путь в обратном направлении и взойти на вершину Нандадеви по южному гребню этой горы. Перед тем, в феврале 1935 года, Эрик Шиптон выступал на большом собрании Королевского географического общества, где его приняли с восторгом — больше из-за харизмы, нежели альпинистских достижений. Большой интерес Комитета Джомолунгмы вызвало то, что экспедиция Шиптона стоила всего 287 фунтов стерлингов.
Поскольку разрешение тибетских властей на проведение экспедиции в 1935 году стало для Комитета Джомолунгмы неожиданностью, и он просто не успевал подготовить полномасштабную экспедицию для совершения первовосхождения, решили в 1935 году провести ещё одну разведывательную экспедицию (первая была в 1921 году), которая проведёт более подробную рекогносцировку местности для следующей экспедиции. Том Лонгстафф был восхищён успешным переходом небольшой команды Шиптона через окрестности горы Нандадеви, и предложил использовать тот же подход в разведывательной экспедиции на Джомолунгму. Предполагалось, что рекогносцировочный горный поход удастся провести быстро и с небольшими затратами, чтобы уложиться в 1400 фунтов стерлингов, имевшихся тогда у Комитета Джомолунгмы, а вновь собранные средства использовать для финансирования экспедиции с целью восхождения в 1936 году.
Руттледж также не возражал против назначения Шиптона руководителем разведывательной экспедиции, и этот вопрос был, наконец, разрешён. Подготовкой к экспедиции и самой экспедицией руководил Эрик Шиптон. Но он уже не мог прибыть в район Джомолунгмы раньше июля. Была надежда, что в это время года снег, выпавший на Джомолунгму в сезон муссонов, уже достаточно затвердеет, и по нему можно будет пройти.

## Подготовка. Участники экспедиции
Приготовления к экспедиции велись в соответствии с её основными задачами. Экспедиция изучала обстановку на Джомолунгме во время и после муссонов. Второй её задачей стало испытание альпинистов — кандидатов в следующую экспедицию, третьей — продолжение географических и других научных исследований, начатых разведывательной экспедицией 1921 года. Задача восхождения на вершину не ставилась, поэтому использование кислородного оборудования не планировалось. Тильман поначалу сожалел о том, что ради этой экспедиции ему придётся отказаться от восхождения на Джомолунгму, но Шиптон смог убедить его.
В экспедиции 1935 года также приняли участие медики из Кембриджа: Чарльз Уоррен (англ. Charles Warren) и Эдмунд Уигрэм (Edmund Wigram), математик Эдвин Кемпсон (Edwin Kempson; тоже из Кембриджа), ледолаз Дэн Брайант из Новой Зеландии. Шиптон посчитал достаточным такой состав участников экспедиции, добавив к ним ещё топографа Майкла Спендера (англ. Michael Spender). Спендер ранее участвовал в альпинистских экспедициях, но имел дурную репутацию за его заносчивость и тщеславие. Ходили слухи, что он был взят в эту экспедицию из-за каких-то интриг. Тем не менее, Шиптон и Спендер стали близкими друзьями.
Шиптон уделил большее внимание бытовым вопросам экспедиции, нежели его предшественники. «Слишком экстравагантный» образ жизни и режим питания, практиковавшийся в предыдущих экспедициях на Джомолунгму, его не устраивал. Поэтому Шиптон проконсультировался с диетологом из Института профилактической медицины имени Листера (англ. Lister Institute of Preventive Medicine) о том, как лучше обеспечить в условиях гималайского высокогорья поступлении 4000 калорий в день, и какие местные источники пищи там можно использовать. По совету специалиста, в рацион участников экспедиции вошли чечевица, сушёные овощи, молочный порошок, рыбий жир, таблетки аскорбиновой кислоты и сульфата железа(II). Для сравнения, в экспедиции 1933 года основу рациона составляли рыбная икра, гусиная печёнка, перепелиные яйца и мясо ракообразных.

## Выход на маршрут
Участники экспедиции направились в Индию по отдельности и встретились 21 мая 1935 года в городе Дарджилинг. Карма Паул, с 1922 года участвовавший во всех экспедициях на Джомолунгму, помог Шиптону нанять четырнадцать шерпов, но Шиптон решил, что надо бы ещё двоих; привлекли ещё девятнадцатилетнего молодого человека, ранее не имевшего никакого опыта в альпинизме — но, по словам Шиптона, он был выбран «за красивую улыбку». Этим парнем оказался будущий покоритель Джомолунгмы — Тенцинг Норгей.
Экспедиционная партия направилась на север, через Сикким в Тибет, а затем на запад через деревню Сар до Джомолунгмы. Маршрут этой экспедиции пролегал южнее, чем маршруты предыдущих экспедиций, ближе к Непалу. Когда они подошли к горам Нённо Ри (Nyonno Ri; 28°12′18″ с. ш. 87°36′30″ в. д.) и Ама Дриме (Ama Drime; 28°05′05″ с. ш. 87°36′24″ в. д.), экспедиция разделилась на три группы для проведения исследований.. Однако, тибетские власти не дали экспедиции завершить те исследования, посчитав, что разрешения в их паспортах, выданных правительством Тибета, дают право на изучение лишь Джомолунгмы, но не других гор и территорий Тибета. В результате экспедиции было приказано вернуться через деревню Гянгкар Нангпар (англ. Gyankar Nangpar) на традиционную дорогу, лежащую севернее. Но с горы Нённо Ри была хорошо видна Джомолунгма, и участники экспедиции с радостью обнаружили необычно хорошую погоду на ней. Они даже обсуждали возможность быстрого восхождения на вершину Джомолунгмы, которое при такой погоде представлялось вполне осуществимым. Тем не менее, Шиптон не принял таких предложений; более того, восхождение на вершину в этот раз не было разрешено тибетским паспортом и не входило в задачи экспедиции.
4 июля экспедиция прибыла в монастырь Ронгбук.

## Северное седло
Спендер остался проводить исследование Северной стены Джомолунгмы и её окрестностей, а остальные поднялись на Восточный Ронгбук, и к 8 июля дошли по этому леднику до Северного седла. У Брайанта возникли проблемы со здоровьем, он за три дня потерял в весе 6,5 кг, и был вынужден спускаться обратно на Ронгбук. Перемещая Лагерь III немного выше, экспедиция обнаружила останки Мориса Уилсона, погибшего в 1934 году при попытке совершить одиночное восхождение на вершину Джомолунгмы. Но участникам экспедиции в том месте Джомолунгмы досталась и приятная находка: от экспедиции 1933 года остались неизрасходованные съестные припасы, и кое-что было пригодным к употреблению: карлсбадский изюм из лондонского магазина «Fortnum & Mason» и шоколад. Эти сладости смогли поднять настроение участникам экспедиции, сидящим на строгой походной диете.
Прежний маршрут подъёма на седло в 1935 году оказался непроходимым; потребовалось взять правее и делать длинный траверс. Взойти на седло удалось со второй попытки 12 июля. Альпинисты тогда достигли высоты в 7020 метров над уровнем моря, но дальше подниматься не смогли из-за слишком глубокого снега, выпавшего за муссонный сезон.
Дальнейший подъём не представлялся возможным, и 16 июля они стали спускаться с Северного седла. Дойдя до траверса, они обнаружили спустившуюся снежную лавину огромных размеров, унёсшую и свежий, и старый снег глубиной до двух метров. Стало ясно, насколько опасным был их путь наверх, и как им повезло, что никто не пострадал. Так же в целости и сохранности альпинисты вернулись в Лагерь III. Там они решили, что дальнейшие попытки штурма Северного седла окажутся слишком опасными. Спендер продолжал исследования окрестностей Северной стены, Виграм (Wigram) и Тильман поднялись на седловину Лхакпа-Ла и на оба пика по сторонам её. На этом же перевале побывала и первая разведывательная экспедиция в 1921 году: участники той экспедиции поднялись на Лхакпа-Ла из долины Кхарта.

## Окрестные горы
Спустившиеся с Джомолунгмы участники экспедиции также разделились, чтобы проводить географические и другие исследования в нескольких местах одновременно. Две команды по-отдельности взбирались на Кхартапху (7213 метров над уровнем моря). Затем Кемсон и Уоррен взошли на вершину горы Харта Чангри (Kharta Changri) и на два ближайших к ней пика. Шиптон, Уигрэм и Тильман покорили Пик Келласа (англ. Kellas Rock Peak) (7070 м н.у.м.) и ещё три вершины. Все эти вершины, в том числе пройденные траверсом, были выше 6400 метров.
Кемпсон вернулся домой, а остальные разбились на три альпинистские пары. Спендер и Уоррен продолжали рекогносцировку местности. Шиптон и Брайант отправились на Западный Ронгбук и совершили первовосхождения на вершины горы Лингтрен (англ. Lingtren) (включая останцы вокруг неё) и расположенный неподалёку пик Лингтреннуп (Lingtrennup, он же Xi Lingchain). Отсюда Шиптон увидел лежащую ниже Долину молчания, находящуюся на территории Непала, и задумался о возможности проложить через неё маршрут восхождения на вершину Джомолунгмы с южной стороны. Тильман и Уигрэм поднялись по Главному Ронгбуку до седловины Лхо-ла (англ. Lho La), и там поняли, что восхождение оттуда по Западному гребню на вершину Джомолунгмы вряд ли осуществимо, и спуститься с Лхо-ла в Долину молчания также не получится. 14 августа все эти альпинисты снова собрались вместе на леднике Ронгбук и попытались взойти на вершину Чангзе (7553 м н.у.м.), но из-за снега они смогли подняться только до 7000 метров. Восхождение на Чангзе было преднамеренно отложено, чтобы исследовать, как меняются снеговые условия в течение сезона муссонов.
Экспедиция вернулась на Ронгбук, а затем направилась в долину Кхарта в надежде снова подойти к горе Нённо Ри, но тибетские власти снова запретили исследовать ту территорию. До возвращения из Тибета в Дарджилинг экспедиция успела исследовать хребет Доданг Ньима (Dodang Nyima) в Сиккиме.

## Долина молчания и Солукхумбу
Ещё в 1921 году Мэллори и Буллок достигли седловины Нуп-ла, разделяющую Пумори и Лингтрен, и Мэллори впервые увидел Долину молчания уже тогда, и сообщил: «Однако, мы увидели этот Западный ледник и не жалели о том, что не смогли попасть на него. Он был ужасно крутым и пересечённым». Шиптон и Байант 9 августа 1935 года стояли на том же месте, где был Мэллори, прождали несколько часов — но туман, закрывавший от них Долину молчания, всё никак не рассеивался. Они снова пришли на Нуп-ла, опять прождали несколько часов — но в этот раз им больше повезло, туман ушёл, и были сделаны первые фотографии ледопада Кхумбу, над истоком которого и расположена Долина молчания. Брайант записал: «Западный отрог Нупцзе плавно сворачивает к северу, образуя огромный ледовый бассейн, из которого через узкий край лёд стекает по гигантскому ледопаду — там дикое нагромождение смятого льда! — на ледник Кхумбу, лежащий в 2000 футах ниже». Шиптон рассказывал, как стоявшие вместе с ним шерпы были взволнованы, увидев вдали Солукхумбу — их родные места. Он же сказал, что маршрут через тот ледопад и горный цирк «не выглядит непроходимыми, и я буду рад, если однажды мне предоставится возможность исследовать его».

## Итоги и достижения экспедиции
Британская разведывательная экспедиция 1935 года совершила успешные восхождения не меньше чем на 26 вершин выше 20000 футов (6100 метров) над уровнем моря — столько успешных восхождений в этом регионе совершили все предыдущие альпинистские экспедиции, вместе взятые. Из них 24 восхождения были первовосхождениями. В 1994 году Уоррен вспоминал: «Это, несомненно, была одна из самых приятных экспедиций на Эверест. Она была малочисленной, но достигла поставленных целей, и притом с небольшими затратами». Принимая во внимание это, а также все результаты проведённых географических исследований, экспедицию следует признать успешной. Парадоксально, но эта экспедиция не привлекла особого внимания журналистов и общественности. Она оказалась единственной из довоенных британских альпинистских экспедиций, о которой не было издано книги.
Из опыта этой экспедиции были сделаны сомнительные выводы. Например, было решено, что в это время года невозможны восхождения на высоты более 7000 метров над уровнем моря из-за того, что муссоны уже нанесли слишком много снега. При этом не было учтено то, что в 1935 году сезон муссонов был нетипичным для этого региона Гималаев: он начался крайне поздно (26 июня), и длился дольше обычного. В результате следующая британская экспедиция на Джомолунгму потерпела неудачу: она надеялась успеть взойти на вершину до муссонов, но в 1936 году они начались на месяц раньше, 25 мая. Но возможность восхождения на Джомолунгму после сезона муссонов (осеннего восхождения) долгое время вообще не рассматривалась; первую такую попытку предприняла швейцарская экспедиция на Джомолунгму в 1952 году (но и она не взяла вершину, а только выяснила, что послемуссонный сезон не безнадёжен).
Сама идея малочисленной и малозатратной экспедиции не представлялась вполне удачной. В последующих экспедициях на Джомолунгму, особенно британских, возобладал прежний подход к организации: экспедиции снова стали многочисленными, напоминающими воинские формирования, и так продолжалось до 1970-х годов.
Тильман и Брайант, вообще не сумевшие подняться выше 7000 метров над уровнем моря, были исключены из состава экспедиции 1936 года. В то время ещё не понимали, что скорость и степень акклиматизации альпиниста могут значительно варьироваться из года в год. Тильман в 1936 году отправился в другую экспедицию, и вместе с Ноэлем Оделлом (англ. Noel Odell) совершил первовосхождение на вершину Нандадеви (7817 м н.у.м), установив рекорд высоты вершины, продержавшийся до покорения первого восьмитысячника — Аннапурны — в 1950 году.
Сомнительно, что результаты исследований британской разведывательной экспедиции 1935 года способствовали успеху экспедиции 1953 года, совершившей первовосхождение на Джомолунгму. Один из первовосходителей — Тенцинг Норгей — начал свою альпинистскую карьеру именно в экспедиции 1935 года, но в последующие годы он работал горным проводником и носильщиком во многих экспедициях на Джомолунгму, в том числе в швейцарской 1952 года, и нельзя сказать, что своим успехом он обязан только этой, первой для него экспедиции. На деле все последующие британские экспедиции на Джомолунгму, включая экспедицию 1936 года и вторую разведывательную экспедицию под руководством Шиптона, исследовавшую южный маршрут восхождения — все они внесли свой вклад в достижение вершины.
Новозеландец Дан Брайант оказался не слишком хорошим высотным альпинистом, но пользовался, несмотря на это, популярностью и некоторым уважением остальных участников экспедиции. Когда в 1951 году Шиптон собирал новую экспедицию, он получил письмо от неизвестного новозеландца, желающего поучаствовать, и персонально решил его принять — возможно, в память о Брайанте, поскольку в то время в почёте были британские альпинисты. И снова его выбор, не вполне рационально обоснованный, оказался судьбоносным. Тем новозеландским альпинистом был не кто иной, как Эдмунд Хиллари. Хорошо показав себя на Джомолунгме в 1951 году, он был приглашён в экспедицию 1953 года — и стал другим первовосходителем на высочайшую вершину.

## Заметки
1. ↑  Для сравнения, экспедиции на Джомолунгму 1933 и 1936 года обошлись более чем в 10000 фунтов стерлингов каждая.[8]
2. ↑  Обычно сезон муссонов в Гималаях начинается в конце мая — июне каждого года.[10]
3. ↑  Полное имя — Лесли Уикери Брайант (Leslie Vickery Bryant).
4. ↑  Слова и версии событий, озвученные Шиптоном, не всегда стоит принимать всерьёз.
5. ↑  Джордж Мэллори в 1921 году назвал Лингтреннуп «Островным Пиком» (англ. Island Peak)
6. ↑  Вполне возможно, что и Мэллори в 1921 году попробовал сфотографировать ледопад Кхумбу и Долину молчания, но он по ошибке вставил не той стороной фотопластинки в фотоаппарат, из-за чего ни один снимок не получился.
7. ↑  Ориг. англ. A westerly spur of Nuptse curled round to the north thus squeezing the glacier of the upper basin into a narrow lip over which it poured in a gigantic ice-fall, a wild tumble of contorted ice, to the Khumbu Glacier 2,000 feet below. The cwm itself must be an amazing place, completely ringed in as it is, except for that narrow entrance, by a mountain wall nowhere less than 25,000 feet high.
8. ↑  Ансворт (Unsworth) приводит следующие даты начала сезона муссонов в разные годы: 7 июля 1921 года; первая неделя июня 1922 г.; 16 июня 1924 г.; 30 мая 1933 г.; 26 июня 1935 г.; 25 мая 1936 г. и 5 мая 1938 г.[34]

## Список литературы
- Astill, Tony. Mount Everest : The Reconnaissance 1935: The Forgotten Adventure. — 1st. — Tony Astill, 2005. — ISBN 978-0954920104.
- Howard-Bury, C. K. Mount Everest the Reconnaissance, 1921 (англ.). — 1. — New York: Longman & Green, 1922.
- Shipton, Eric. The Mount Everest Reconnaissance, 1935 (англ.) // Himalayan Journal[англ.]. — 1936. — Vol. 8.
- Mount Everest Expedition 1935 Images. RGS Picture Library. Royal Geographical Society. Дата обращения: 20 февраля 2015.
- Perrin, Jim. Shipton and Tilman. — London: Hutchinson, 2013. — ISBN 9780091795467.
- Shipton, Eric. The Mount Everest Reconnaissance, 1935 (англ.) // Himalayan Journal : журнал. — 1979. — Vol. 35.
- Shipton, Eric. The Six Mountain-Travel Books: Nanda Devi; Blank on the Map; Upon That Mountain; Mt. Everest Reconnaissance Expedition 1951; Mountains of Tartary; and Land of Tempest / Jim Perrin. — Baton Wicks and  Mountaineers Books, 1999. — ISBN 9780898865394.
- Unsworth, Walt. Everest. — London: Allen Lane, 1981. — ISBN 0713911085.
- Warren, Charles. Everest 1935: the Forgotten Adventure (англ.) // Alpine Journal : журнал. — 1995. — Vol. 1995. — P. 1—14.